# ベイルメント
ベイルメント（英語: Bailment）とは、英米法において、ある者が他者の人的財産を占有し元の権利者に返還義務を負う法律関係の総称。Bailmentは寄託や委託と訳される。ただし日本の寄託契約とは異なり当事者の意思（契約）によらずに成立することがある。

## 性質
英米法のベイルメントは、動産の占有は引き渡しによって移るが権原（title）は移譲されない法律関係を指す。日本の民法でいう寄託だけでなく、使用貸借や賃貸借などの契約によって成立する場合もこれに相当するほか、当事者の意思（契約）によらずに成立することもあり性質が異なる。